# Theda Bara

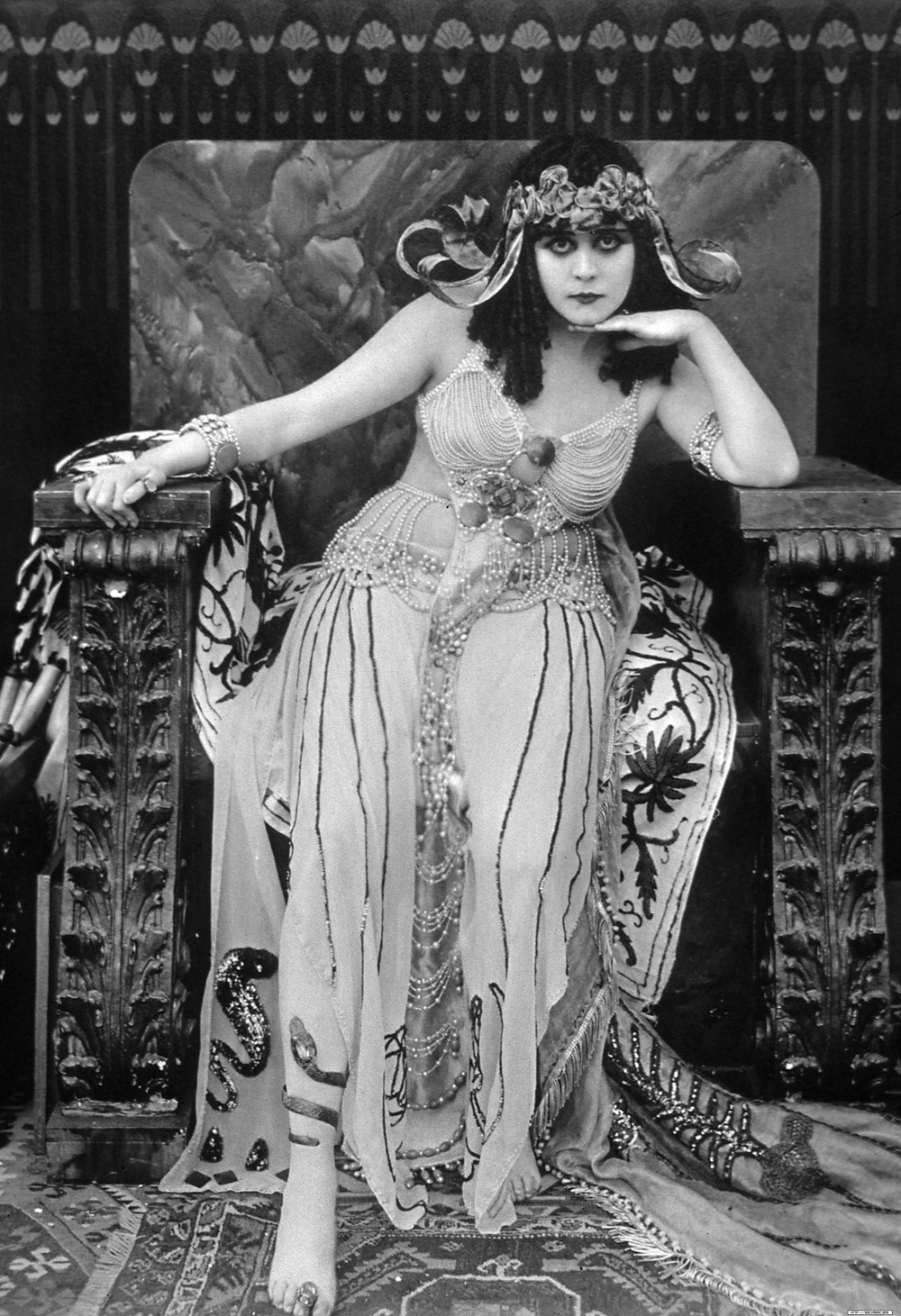
Theda Bara en Cleopatra.

Theodosia Burr Goodman (Cincinnati, 29 de julio de 1885 - Los Ángeles, 7 de abril de 1955), conocida como Theda Bara fue una actriz estadounidense, famosa en la época del cine mudo.

## Biografía
Nació en 1885 en una familia de clase media baja de inmigrantes que vivían en el barrio judío de Avondale, en Cincinnati. Bernard Goodman (1853-1936), el padre, era un sastre y comerciante judío procedente de Polonia, y su madre, Pauline DeCoppett (1861-1957) una suiza. Tenía dos hermanas (una de ellas, Lori Bara, en realidad llamada Esther, llegó a hacer pequeños papeles en algunas películas).
Desde joven, Theo mostró una gran inclinación a las artes escénicas, hasta el punto que, tras acabar sus estudios decidió encontrar trabajo en el mundo del espectáculo tras teñirse el pelo, naturalmente rubio, de negro. No tuvo demasiado éxito al principio, encasillándose a principios de siglo en pequeñas obras de teatro ambulantes. Una vez en Los Ángeles, en 1914, comenzó a trabajar como extra (la primera película fue The Stain, estrenada en 1915) hasta que llegó su gran oportunidad, bajo el nombre de A Fool There Was y estaba dirigida por Frank Powell. 
Aunque Theo Goodman ya estaba considerada como de mucha edad para interpretar un papel protagónico (tenía treinta años, en una época en la que no se concebía una actriz protagonista mayor de veinticinco), su especial personalidad hizo que los productores se fijasen en ella y la "creasen" : de este modo Theo se convirtió en la primera estrella prefabricada por unos estudios cinematográficos, que explotaron su imagen de vamp y le cambiaron el nombre a Theda Bara, un presunto anagrama de Arab Death (muerte árabe). Para el gran público, los productores de la 20th Century Fox declaraban que Theda Bara había nacido en 1890 (cinco años después de la fecha real), que era hija de una concubina egipcia y su amante, un artista francés, fue nacida y criada en pleno Desierto del Sahara, e incluso que conocía misteriosos rituales mágicos orientales. Con tal presentación, sumado al fuerte magnetismo y expresividad de Bara en sus escenas, los filmes fueron todo un éxito.
Así, el año 1915 dio lugar a seis películas más protagonizadas por Theda Bara, que culminó el año con una de sus obras más famosas, Carmen, siendo la primera vez que el arquetipo de la femme fatale era explotado por el cine atrayendo en masa al público. Este nuevo modelo causó que su popularidad creciera aún más en 1916 pero, sin duda, la película que la catapultaría a la fama absoluta sería Cleopatra de J. Gordon Edwards en 1917, una de las primeras adaptaciones fílmicas de la vida de la famosa reina de Egipto, donde Bara aparecía con muy escaso vestuario para los criterios de la época, al punto que en las décadas siguientes las reglas morales aplicadas al cine estadounidense causaron que el filme fuese tachado de "impúdico" y vetada su exhibición. Pese al éxito, el filme no se ha conservado.
En 1919, tras finalizar el rodaje de "The lure of ambition", Theda Bara fue despedida por la productora que la había creado, la Fox; ello se explica en que la moda de las sensuales y misteriosas vamps desaparecía rápidamente tras la Primera Guerra Mundial para dar paso en el cine estadounidense a las alegres y desinhibidas flappers que dominarían toda la década de 1920. Dos años después, en 1921, y tras su matrimonio con el productor y cineasta Charles Brabin, Theda Bara se retiró del cine, aunque colaboró en el rodaje de Madame Mystery en 1926, poniendo entonces el punto final definitivo a su carrera. En la década de 1930, fracasaron todos sus intentos para volver al teatro y, en la de 1950, no prosperó el proyecto de crear una biopic con su vida. La razón de su retiro fue que Brabin no deseaba que ella actuase; en efecto, todas sus colaboraciones en películas desde su matrimonio las hizo sin el consentimiento de su esposo, mientras éste se hallaba en el extranjero.
A la edad de 69 años, en 1955, Theda falleció en un hospital de Los Ángeles a causa de un cáncer abdominal.

## Filmografía

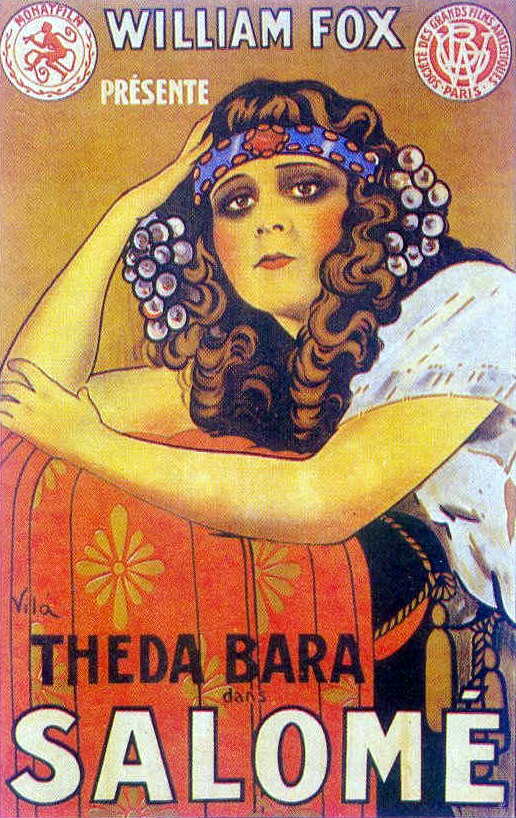
Dibujo de Theda Bara en un cartel promocional de la película Salomé.

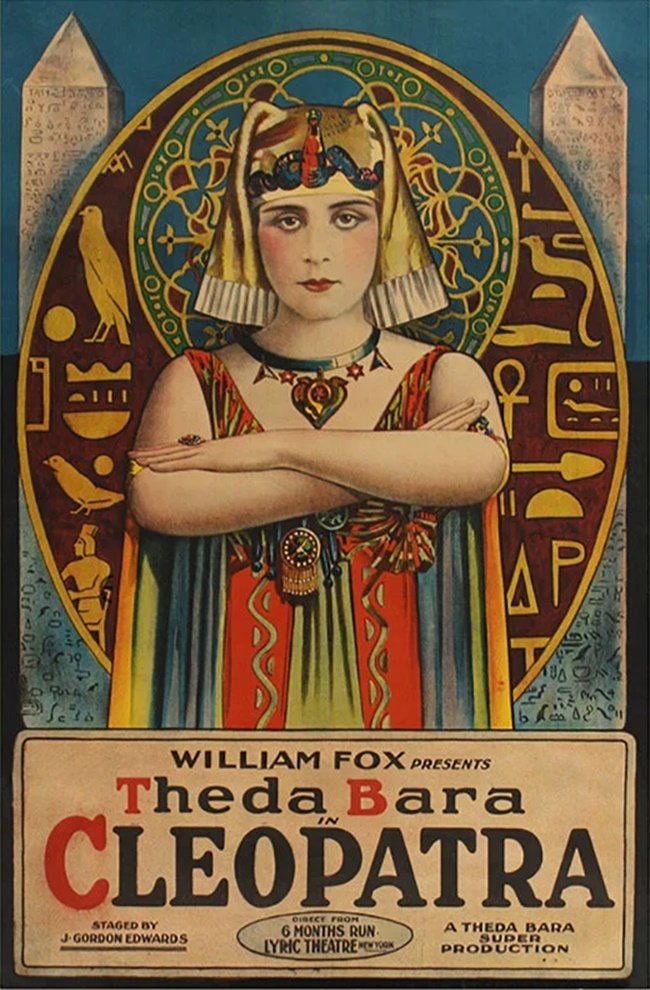
Cartel de Cleopatra.

- Madame Mystery (1926)
- The Unchastened Woman (1925)
- The Prince of Silence (1921)
- La Belle Russe (1919)
- Kathleen Mavourneen (1919)
- A Woman There Was (1919)
- When Men Desire (1919)
- The Light (1919)
- The Lure of Ambition (1919)
- The Siren's Song (1919)
- Salomé (1918)
- The Soul of Buddha (1918)
- The Forbidden Path (1918)
- The She Devil (1918)
- Under the Yoke (1918)
- When a Woman Sins (1918)
- Madame Du Barry (1917)
- Cleopatra (1917)
- Camille (1917)
- Heart and Soul (1917)
- Her Greatest Love (1917)
- The Tiger Woman (1917)
- The Darling of Paris (1917)
- The Rose of Blood (1917)
- The Vixen (1916)
- Romeo y Julieta (1916)
- Her Double Life (1916)
- Under Two Flags (1916)
- East Lynne (1916)
- The Eternal Sappho (1916)
- Gold and the Woman (1916)
- The Serpent (1916)
- Destruction (1915)
- The Galley Slave (1915)
- Carmen (1915)
- Sin (1915)
- Lady Audley's Secret (1915)
- The Two Orphans (1915)
- The Devil's Daughter (1915)
- The Clemenceau Case (1915)
- The Kreutzer Sonata (1915)
- A Fool There Was (1915)
- Siren of Hell (1915)
- The Stain (1914)

## Curiosidades
- La famosa y muy cinematográfica frase de Bésame, tonto fue usada por primera vez en la historia del cine por Theda Bara.

- A pesar de que casualmente Theda Bara es un anagrama para Arab Death (muerte árabe), en realidad Theda es un diminutivo de Theodosia y Bara era el segundo nombre de su abuela materna.

- En contra de la imagen de vamp que tenía en sus películas, Theda era en realidad una mujer en extremo tímida y tranquila en su vida privada.

- De sus más de 40 filmes, solo se conservan 3 y medio, los demás entran dentro de la categoría de film perdido; dentro de estas obras maestras perdidas se encuentra precisamente su película más famosa: Cleopatra.

## Citas
- Tengo la cara de una vampiresa, pero el corazón de una feminista.

- La gente se cree ciegamente lo que ve en la pantalla. Piensa que los artistas somos idénticos a nuestros personajes. Han llegado a romper carteles con mi imagen por eso, incluso una vez una mujer llamó a la policía porque su hijo estaba hablando conmigo.

- Estoy condenada a seguir haciendo papeles de vampiresa durante toda mi vida. Creo que es porque la humanidad necesita que le repitan la misma lección de moralidad una y otra vez.

## Libros sobre Theda Bara
- Vamp : The Rise and Fall of Theda Bara Eve Golden, Vestal Press 1997.
- Theda Bara: A Biography of the Silent Screen Vamp, With a Filmography Ronald Genini, McFarland & Company 2001.